# Antonaves
Antonaves ist eine ehemalige französische Gemeinde mit zuletzt 179 Einwohnern (Stand: 2013) im Département Hautes-Alpes in der Region Provence-Alpes-Côte d’Azur. Sie gehörte zum Arrondissement Gap und zum Kanton Laragne-Montéglin.
Mit Wirkung vom 1. Januar 2016 wurden die ehemaligen Gemeinden Antonaves, Châteauneuf-de-Chabre und Ribiers zu einer Commune nouvelle mit dem Namen Val Buëch-Méouge zusammengelegt.

## Geografie
Antonaves befindet sich rund 15 Kilometer von Sisteron und sechs Kilometer von Laragne-Montéglin entfernt. Im Gebiet verlaufen die Flüsse Méouge und Buëch.

## Bevölkerungsentwicklung
| Jahr      | 1962 | 1968 | 1975 | 1982 | 1990 | 1999 | 2008 | 2012 |
| --------- | ---- | ---- | ---- | ---- | ---- | ---- | ---- | ---- |
| Einwohner | 64   | 62   | 70   | 101  | 126  | 158  | 179  | 180  |